# Церковь Девы Марии Снежной (Гоа)
Церковь Девы Марии Снежной (порт. Igreja de Nossa Senhora das Neves) — старинная церковь в Гоа (Индия), расположенная на территории, ранее входившей в состав Португальской Индии. Церковь построена в 1560-х годах и освящена в честь Девы Марии Снежной.

## История храма
На рубеже XV и XVI века, Португалия, чьё влияние и могущество росло, снаряжала многочисленные морские экспедиции. В 1498 году экспедиция под началом Васко да Гама впервые морским путём достигла Индии. В 1510 году, ещё при жизни Васко да Гамы, другой мореплаватель-португалец, Афонсу де Албукерке, захватил индийский город Гоа, выгодно расположенный морской порт, который на следующие несколько столетий стал важной базой португальцев в Индии.
Для обороны португальских владений был построены укрепления, в частности форт Рахоль, а рядом с ними стали возводиться католические храмы. Первоначально их создавали из недолговечных материалов (в частности, крыши нередко крыли соломой соломой), однако во второй половине XVI века их сменили капитальные постройки в особом индо-португальском стиле (стиле португальского колониального барокко).
Храм считался главной церковью в южной части португальских владений в Гоа и был выбран, как резиденция первого архиепископа Гоа, который сам указал красивое место для его строительства. Также, в Рахоле в ту же эпоху была построена семинария с ещё одной церковью.
Церковь является одной из нескольких сохранившихся старинных церквей Гоа, и хотя она уступает по масштабности кафедральному собору Святой Екатерины, принявшему свой современный облик несколько позже, но отнюдь не уступает ему по изяществу архитектурного оформления.
В церкви находится захоронение капитана Диего Родригеса, который отвечал за строительство храма.